# Coupe continentale de combiné nordique 2024
Navigation
2023 2025
La Coupe continentale de combiné nordique 2024 est la seizième édition de la Coupe continentale, compétition de combiné nordique organisée annuellement depuis 1991. Il s'agit de la compétition internationale de second niveau, derrière la Coupe du monde, elle aussi organisée par la Fédération internationale de ski.
Elle se déroule :
- pour les femmes, du 8 décembre 2023 au 25 février 2024, en 10 épreuves disputées lors de 4 étapes ;
- pour les hommes, du 8 décembre 2023 au 10 mars 2024, en 18 épreuves disputées lors de 7 étapes.

Les classements généraux sont remportés par Joanna Kil (pl) chez les femmes et par Aleksander Skoglund (no) chez les hommes.

## Organisation de la compétition

### Programme et sites de compétition
L'intégralité des courses de la Coupe continentale ont lieu en Europe.
Cette Coupe continentale débute à Lillehammer pour les femmes et les hommes avec deux compétitions chacun (8-9 décembre 2023). Ensuite, les hommes participent à des compétitions à Kuusamo (16-17 décembre 2023). En janvier, les hommes participent également à trois compétitions à Trondheim (12-14 janvier 2024) avant d'aller à Klingenthal (19-21 janvier 2024).
Ensuite, la compétition fait une pause au cours de laquelle certains athlètes participeront aux Jeux olympiques de la Jeunesse à Gangwon (27-31 janvier 2024) puis aux Championnats du monde junior de ski nordique (pl) à Planica (5-11 février 2024).
Enfin, les athlètes reprennent la compétition avec des courses mixtes à Eisenerz (16-18 février 2024) et à Oberwiesenthal (24-25 février 2024). Les hommes disposent d'un dernier week-end de compétition à Lahti (du 8 au 10 mars 2024) avec trois compétitions.

### Format des épreuves

#### Individuel
Les athlètes exécutent premièrement un saut sur un tremplin suivi d’une course de ski de fond de 10 km. À la suite du saut, des points sont attribués pour la longueur et le style. Le départ de la course de ski de fond s'effectue selon la méthode Gundersen, le coureur occupant la première place du classement de saut s’élance en premier, et les autres s’élancent ensuite dans l’ordre fixé. Le premier skieur à franchir la ligne d’arrivée remporte l’épreuve,.
La répartition des points pour le classement général est la suivante  :
| Place | Points | Place | Points | Place | Points | Place | Points |
| ----- | ------ | ----- | ------ | ----- | ------ | ----- | ------ |
| 1er   | 100    | 11e   | 40     | 21e   | 20     | 31e   | 10     |
| 2e    | 90     | 12e   | 38     | 22e   | 19     | 32e   | 9      |
| 3e    | 80     | 13e   | 36     | 23e   | 18     | 33e   | 8      |
| 4e    | 70     | 14e   | 34     | 24e   | 17     | 34e   | 7      |
| 5e    | 60     | 15e   | 32     | 25e   | 16     | 35e   | 6      |
| 6e    | 55     | 16e   | 30     | 26e   | 15     | 36e   | 5      |
| 7e    | 52     | 17e   | 28     | 27e   | 14     | 37e   | 4      |
| 8e    | 49     | 18e   | 26     | 28e   | 13     | 38e   | 3      |
| 9e    | 46     | 19e   | 24     | 29e   | 12     | 39e   | 2      |
| 10e   | 43     | 20e   | 22     | 30e   | 11     | 40e   | 1      |

#### Compact
Testé lors du Grand Prix d'été de combiné nordique 2023, le nouveau format « compact » est mis en place malgré l'opposition des Norvégiens.
Pour l'épreuve compact, la table de Gundersen n'est pas utilisé pour la conversion en temps, c'est uniquement la place dans le concours de saut qui détermine l'écart au départ de la course de ski de fond. Les écarts lors du départ de la course de ski de fond suivent le tableau suivant :
| Place | Ecart         | Place          | Ecart         |
| ----- | ------------- | -------------- | ------------- |
| 1er   | 0 min 00 s    | 14e            | + 00 min 46 s |
| 2e    | + 00 min 06 s | 15e            | + 00 min 48 s |
| 3e    | + 00 min 12 s | 16e            | + 00 min 50 s |
| 4e    | + 00 min 17 s | 17e            | + 00 min 52 s |
| 5e    | + 00 min 22 s | 18e            | + 00 min 54 s |
| 6e    | + 00 min 26 s | 19e            | + 00 min 56 s |
| 7e    | + 00 min 30 s | 20e            | + 01 min 00 s |
| 8e    | + 00 min 33 s | 21e - 23e      | + 01 min 05 s |
| 9e    | + 00 min 36 s | 24e - 26e      | + 01 min 10 s |
| 10e   | + 00 min 38 s | 27e - 29e      | + 01 min 15 s |
| 11e   | + 00 min 40 s | 30e - 32e      | + 01 min 20 s |
| 12e   | + 00 min 42 s | 33e - 35e      | + 01 min 25 s |
| 13e   | + 00 min 44 s | 36e et au-delà | + 01 min 30 s |

#### Super Sprint
Dans ce format, la course de ski de fond est disputé en premier. Les athlètes s'affrontent sur un sprint (comme en ski de fond) de 800 m maximum. Tous les athlètes s’élancent pour un tour de qualification. À l'issue de cette qualification, les 25 premiers passent en quart de finales,. Les deux premiers de chaque quart de finales accèdent aux demi-finales,. Les deux premiers de chaque demi-finale accèdent à la finale,. Des points sont accordés au classement de la course de ski de fond. Ensuite, un concours de saut est disputé.

#### Sprint par équipes
Cette épreuve est composée par équipe de deux. Les deux athlètes effectuent un saut chacun et des points sont attribués pour la longueur et le style. Le départ de la course de fond s'effectue selon la cotation suivante (1 point = 2 secondes). Un des athlètes occupant la première place du classement de saut s’élance en premier, et les autres s’élancent ensuite dans l’ordre fixé. La course de fond de 2 × 7,5 kilomètres avec changement d’athlète tous les 1,5 kilomètre. Le premier athlète à franchir la ligne d’arrivée permet à son équipe de remporter l’épreuve.
Comme lors du Grand Prix d'été de combiné nordique 2023, un sprint par équipe mixte est au programme.
Les nations ne peuvent engager plus de trois équipes pour cette épreuve. Les huit premières équipes à l'arrivée marquent des points suivants la répartition suivante:
| Place  | 1er | 2e  | 3e  | 4e  | 5e  | 6e | 7e | 8e |
| ------ | --- | --- | --- | --- | --- | -- | -- | -- |
| Points | 200 | 176 | 150 | 124 | 100 | 76 | 50 | 24 |

### Dotation financière
Les sommes suivantes sont versées aux athlètes après chaque course :
| Place                                  | 1er | 2e  | 3e  | 4e  | 5e  | 6e  |
| -------------------------------------- | --- | --- | --- | --- | --- | --- |
| Épreuve individuelle                   | 500 | 400 | 300 | 150 | 100 | 50  |
| Épreuve par équipes                    | 800 | 500 | 200 | —   | —   | —   |
| Jour 1, 2 et 3 du Continental Tour     | 400 | 250 | 150 | —   | —   | —   |
| Classement général du Continental Tour | 600 | 500 | 400 | 250 | 200 | 150 |

## Compétition

### Athlètes qualifiés
Le nombre de participants autorisés par nations est calculé après chaque période (la saison est divisé en quatre périodes) en fonction :
- du FIS World Ranking qui est un indicateur prenant notamment en compte le classement général de la compétition [18];
- du classement de la coupe continentale[18].

Chez les hommes, les fédérations ne peuvent engager plus de huit athlètes par course. La nation « à domicile » peut engager quatre athlètes supplémentaires. Chez les femmes, les fédérations peuvent engager cinq athlètes par course et la nation à domicile dispose de quatre places complémentaires.
Les fédérations peuvent engager les athlètes qu'elles souhaitent du moment qu'ils sont nés avant le 1er janvier 2008 et qu'ils disposent d'un code FIS.

### Déroulement de la compétition

#### Lillehammer
Mario Seidl fait son retour à la compétition à Lillehammer après plusieurs mois de pause en raison de problèmes de santé. Jakob Lange revient également à la compétition après une blessure à la cheville. La coupe continentale démarre à Lillehammer lors d'un week-end sans course de la Coupe du Monde. Certains athlètes notamment féminins sont restés à Lillehammer après les courses de la Coupe du monde disputées lors du week-end précédent.
Chez les femmes, Anne Häckel (pl) réalise le plus long saut du concours à 90 m et elle est en tête à l'issue du concours de saut. Elle devance Minja Korhonen (fi) qui a sauté à 86,5 m de 28 s et Ingrid Laate de 53 s,. Lors de la course de ski de fond, Minja Korhonen fait une course en solitaire et elle l'emporte. Il s'agit de sa première victoire en coupe continentale. Lisa Hirner remonte et elle prend la deuxième devant Annika Malacinski (de). Marte Leinan Lund est quatrième grâce au meilleur temps de ski et elle devance Joanna Kil (pl) et l'Américaine Alexa Brabec (it). Chez les hommes, l'Allemand Richard Stenzel domine le concours de saut grâce au plus long saut du concours à 94,5 m,. Il devance Florian Kolb qui est classé dans le même temps, Jakob Lange qui est à 3 s, Mario Seidl ou encore Manuel Einkemmer (de) qui suivent à quelques secondes de l'Allemand. Il y a neuf athlètes à moins de 30 s du leader.
Lors de la course de ski de fond, des fondeurs rapides reviennent sur le groupe de tête. Par exemple, Aleksander Skoglund (de) qui était parti avec plus d'une minute de retard sur le groupe de tête revient peu après la mi-course. Il est notamment accompagné de Gaël Blondeau (de). Dans le dernier tour, Jakob Lange lâche les autres concurrents et l'emporte. Il devance Aleksander Skoglung et Gaël Blondeau,. Trois Autrichiens (Mario Seidl, Florian Kolb et Manuel Einkemmer) prennent la quatrième, cinquième et sixième place.
Le lendemain, Anne Häckel (pl) domine le concours de saut grâce à un saut à 91,5 m. Elle devance Minja Korhonen (fi) qui a sauté à 92 m et Heta Hirvonen. Annika Malacinski (de) est quatrième du concours de saut. Lors de la course de ski de fond, Minja Korhonen fait, comme la veille, une course en solitaire et l'emporte. Annika Malacinski remonte de la quatrième à la deuxième place. Elle termine à plus de quarante secondes de la vainqueur. Heta Hirvonen parvient à conserver la troisième place du podium. Chez les hommes, c'est Kasper Moen Flatla (en) qui est en tête grâce au plus long saut du jour. Les écarts sont minces avec les suivants. Simon Mach (de), Manuel Einkemmer (de) et Mario Seidl sont tous les trois à 8 s du leader. Jakob Lange est sixième après le saut à une trentaine de secondes du leader. Lors de la course de ski de fond, un regroupement a lieu à l'avant avec Kasper Moen Flatla, Simon Mach, Manuel Einkemmer, Mario Seidl et Jakob Lange. Dans la deuxième partie des courses, des fondeurs rapides reviennent de l'arrière. En effet, Fabian Riessle, parti en 29e position, et Aleksander Skoglund (de), parti en 32e position, reviennent sur le groupe de tête. La victoire se joue au sprint et Aleksander Skoglund l'emporte devance Jakob Lange et Fabian Riessle. Il s'agit de la première victoire individuelle en coupe continentale pour Aleksander Skoglund.

#### Kuusamo
Lors de la première course, Mario Seidl est en tête après le concours de saut. Il réalise 137,5 m avec moins d'élan que les autres concurrents,. Il devance son compatriote Manuel Einkemmer (de), Marius Solvik, Torje Seljeset et Florian Kolb. Lors de la course de ski de fond, Mario Seidl fait la course seul en tête et l'emporte. Il devance Manuel Einkemmer qui a également fait une course en solitaire. Torje Seljeset double Marius Solvik et il prend la troisième place. Les écarts au départ de la course de ski de fond étaient importants et les meilleurs fondeurs n'ont pas pu remonter jusqu'au podium. Le coureur le plus rapide, Aleksander Skoglund (no) termine 29e. Fabian Riessle, deuxième plus rapide, termine 24e.
Le lendemain, le concours de saut est annulé en raison du vent et le saut de réserve est utilisé,. Trois Autrichiens dominent le concours de saut. Mario Seidl devance Manuel Einkemmer (de) et Florian Kolb. Le Chinois Zhao Jiawen (de) surprend et il est quatrième après le saut. Il réalise 144 m ce qui est le nouveau record national chinois. Lors de la course de fond, Mario Seidl fait la course en solitaire et l'emporte. Derrière, Florian Kolb parvient à conserver la deuxième place. Par contre, Manuel Einkemmer est repris par Antoine Gérard qui était parti en dixième position. Grâce au troisième temps de ski, le Français signe donc un podium. Il s’agit de son quatrième podium en coupe continentale, le premier depuis février 2019. Grâce à des bons temps de ski, Andreas Ottesen et Fabian Riessle remontent jusqu'au 5e et 6e position.
Avec ses deux victoires, Mario Seidl prend la tête du classement général de la coupe continentale. Il déclare être heureux de son retour à la compétition et il estime être « sur la bonne voie ». Il a pour objectif de retrouver la coupe du monde dès que possible.

#### Trondheim
À Trondheim, trois courses masculines (un Super Sprint et deux Gundersen) sont au programme,. Lors du Super Sprint, Fabian Riessle domine la course de ski de fond devant Maël Tyrode, Otto Niittykoski (fi), Herman Happonen et Marius Solvik. Lors du concours de saut sur le grand tremplin (HS 138), Fabian Riessle, qui a des difficultés en saut à ski cette saison, ne réalise que 119,5 m et il termine quatrième au final. Marius Solvik réalise le plus long du concours à 135 m ce qui lui permet remporter sa première victoire en coupe continentale,. Il devance Maël Tyrode et Otto Niittykoski (fi).
Le lendemain, Simon Mach (de) domine le concours de saut grâce à un saut à 135,5 m. Il devance d'une minute Marius Solvik et Wille Karhumaa. Lors de la course de ski de fond, Simon Mach fait la course seul en tête et il remporta sa première victoire dans cette compétition. Derrière, la lutte pour le podium est serré et Marius Solvik et Wille Karhumaa ne peuvent résister au retour d'autres athlètes. Aleksander Skoglund (no) remonte de la douzième à la deuxième place. Fabio Obermeyr remonte de la onzième à la troisième place. Fabian Riessle réalise le meilleur temps de ski ce qui mui permet de remonter 31 places.
Enfin, lors de la troisième course, le concours de saut est annulé en raison des conditions météorologiques. Le résultat du saut de réserve est donc utilisé. Lors de ce saut, Marius Solvik avait réalisé 138 m et il est donc en tête. Il devance Manuel Einkemmer (de) et Aleksander Skoglund (no). Aleksander Skoglund qui n'a que 22 s de retard sur le leader revient rapidement sur Marius Solvik. Ensuite, il lâche son compatriote et il l'emporte en solitaire. Marius Solvik parvient à conserver la deuxième place. Florian Kolb prend la troisième place devant Manuel Einkemmer et Fabio Obermeyr. Avec cette victoire, Aleksander Skoglund prend la tête du classement général de la compétition.

#### Klingenthal
À Klingenthal, des compétitions masculines et féminines ont lieu avec un programme similaire (une épreuve « Compact » et deux Gundersen). Les épreuves ont lieu sur le petit tremplin en raison d'un manque d’enneigement du grand tremplin.
Le premier jour, les épreuves « Compact » sont disputées. Chez les femmes, Jenny Nowak domine le concours de saut avec un saut à 78,5 m. Elle devance Sofia Eggensberger qui a sauté à 73 m et Tia Malovrh qui a sauté à 72,5 m. Jenny Nowak ne participe pas à la course de ski de fond. Lors de la course, la Polonaise Joanna Kil (pl) qui était cinquième après le saut remonte et l'emporte. Il s'agit de la première victoire polonaise dans cette compétition. Sofia Eggensberger parvient à conserver la deuxième place juste devant Marie Naehring (de) qui a réalisé le meilleur temps de ski,. Chez les hommes, l'Allemand Richard Stenzel est en tête après le concours de saut grâce à un saut à 85 m. Il devance Wille Karhumaa qui a réalisé le plus long saut du concours à 85,5 m et le Norvégien Jens Dahlseide Kvamme. Des skieurs rapides remontent lors de la course de ski de fond. Cinq athlètes se jouent la victoire : Fabian Riessle parti en 23e position, Jakob Lange, Wille Karhumaa, Aleksander Skoglund (no) et Tristan Sommerfeldt. La victoire se joue au sprint entre les cinq hommes. Fabian Riessle l'emporte devant Jakob Lange. Wille Karhumaa bat Aleksander Skoglund à la photo-finish pour la troisième place.
Le lendemain, des Gundersen sont au programme. Chez les femmes, Jenny Nowak domine à nouveau le concours de saut grâce à un saut à 78 m. Elle devance de plus d'une minute Joanna Kil (pl) et Amelie Steiner. Jenny Nowak qui court à domicile fait la course en solitaire et elle l'emporte. Il s'agit de sa première victoire en coupe continentale. Elle devance Joanna Kil et Sophia Maurus (de). Chez les hommes, le Tchèque Jiri Kovalinka réalise le record du tremplin à 87 m ce qui lui permet d'être en tête après le concours de saut. Richard Stenzel est deuxième grâce à un saut à 84 m. Jens Dahlseide Kvamme est troisième mais à près de 40 s du leader. Lors de la course de ski de fond, Jiri Kovalinka ne peut résister au retour des skieurs rapides. Au final, cinq athlètes se jouent à nouveau la victoire. Fabian Riessle, parti en 29e position à une minute et 20 s, Jakob Lange, Aleksander Skoglund (no), Florian Kolb et Wille Karhumaa se jouent la victoire au sprint. Fabian Riessle l'emporte à nouveau devant Jakob Lange, Aleksander Skoglund, Wille Karhumaa et Florian Kolb.
Lors des compétitions du troisième jour, les concours de saut sont annulés en raison du vent. Ainsi, les résultats des sauts de réserve sont utilisés. Chez les femmes, Jenny Nowak qui avait sauté à 73,5 m est en tête. Cependant, elle est forfait pour la course de ski de fond. Ainsi, c'est Amelie Steiner qui s'élance la première devant sa compatriote Sophia Maurus (de) qui est à 2 s derrière. Lors de la course de ski de fond, Amelie Steiner ne peut suivre le rythme et c'est Sophia Maurus qui fait la course en tête. Cette dernière parvient à résister au retour de Joanna Kil (pl) et elle l'emporte de justesse devant la Polonaise. Greta Pinzani (de) prend la troisième place et il s'agit de sa meilleure performance dans une course de ce niveau. Chez les hommes, Torje Seljeset  est en tête grâce à son saut réalisé quelques jours plus tôt. Il devance Nick Siegemund  qui est à 2 s et Wille Karhumaa qui est à 9 s. Dix athlètes s'élancent avec moins de 30 s de retard sur le leader. Wille Karhumaa est rejoint par Tristan Sommerfeldt (de) et les deux athlètes s'entendent afin d'éviter le retour d'autres skieurs rapides. Au final, Wille Karhumaa l'emporte devant Tristan Sommerfeldt (de) et Fabian Riessle qui est remonté de la 30e à la 3e place.
Joanna Kil (pl) et Fabian Riessle dominent le classement du « Continental Tour ».

#### Eisenerz
À Eisenerz, la coupe continentale reprend. Chez les femmes, Trine Göpfert domine le concours de saut grâce au plus long saut du concours avec un saut à 97 m. Elle devance de 4 s l'Autrichienne Claudia Purker qui a sauté à 96 m. La Polonaise Joanna Kil (pl) est troisième à 32 s. Lors de la course de ski de fond, Trine Göpfert est vite rattrapée puis lâchée par Claudia Purker. Un peu plus tard, Joanna Kil puis Alexa Brabec rejoignent l'Autrichienne en tête et les trois athlètes se jouent la victoire. Dans le dernier tour, Joanna Kil est lâchée et elle prend la troisième place. Au sprint, Claudia Purker prend le meilleur sur Alexa Brabec et elle remporte sa première course de coupe continentale. Chez les hommes, Mario Seidl domine le concours de saut avec le plus long saut du jour à 105 m. Il devance d'une minute l'Allemand Jakob Lange. Ce dernier précède de 2 s Florian Kolb, de 3 s Jonas Fischbacher, de 5 s Simon Mach (en) et de 17 s Manuel Einkemmer (de). Lors de la course de ski de fond, Mario Seidl fait la course seul en tête et il l'emporte. Derrière, Fabio Obermeyr, parti ne neuvième position, bataille avec Jakob Lange pour la deuxième place. Il prend le meilleur sur l'Allemand qui est finalement troisième. Antoine Gérard remonte jusqu'à la quatrième place et il devance au sprint Simon Mach et Christian Frank. Manuel Einkemmer est septième devant Florian Kolb. Le leader du classement général, Aleksander Skoglund (no) remonte de la 37e à la neuvième place grâce au meilleur temps de ski.
Le lendemain, le seul sprint par équipe mixte de l'hiver est au programme. Cette épreuve est testée pour la deuxième après le Grand Prix d'été de combiné nordique 2023. 20 équipes représentant 10 pays sont au départ. La première équipe du Japon composé de Jui Yamazaki et de son frère Kyotaro Yamazaki est en tête grâce à des sauts à 96 m et 97 m. L'Allemagne I avec Sophia Maurus (de) et Jakob Lange est à la deuxième place, à 16 s des Japonais. Jakob Lange a franchi la barre des 100 m lors de son saut. L'équipe slovène composée de Silva Verbic (de) et de Vid Vrhovnik est troisième à 17 s. La troisième équipe allemande est quatrième et elle devance la deuxième équipe d'Autriche et la deuxième équipe allemande. Mario Seidl réalise le plus long saut du concours à 104,5 m mais son équipe composé avec Laura Pletz n'est que septième à 34 s de la tête. Lors de la course de ski de fond, les équipes japonaises et slovènes ne peuvent suivre le rythme. Dès le premier relais, Jakob Lange réduit l'écart sur le Japonais et ensuite Sophia Maurus prend la tête. Finalement le duo allemand creuse l'écart et l'emporte. Derrière, la première équipe autrichienne composée de Laura Pletz et de Mario Seidl remonte progressivement accompagnée de la deuxième équipe allemande composée de Marie Nähring et de Simon Mach (de). La seconde équipe d'Autriche composée de de Fabio Obermeyr et d'Anna-Sophia Gredler ne peut s'accrocher. Au sprint, Laura Pletz prend le meilleur sur Marie Nähring. La seconde équipe autrichienne prend la quatrième place devant l'équipe américaine et une équipe norvégienne.
Le troisième jour, deux nouveaux Gundersen sont au programme. Chez les femmes, Lisa Hirner et Annalena Slamik qui concourent habituellement en coupe du monde participent à cette compétition. Lisa Hirner réalise le plus long saut du concours à 101 m et elle prend la tête. Elle devance de 22 m Annalena Slamik qui a sauté 100,5 m. Une troisième Autrichienne, Claudia Purker, est troisième mais à plus d'une minute. Joanna Kil (pl) est quatrième et elle devance Ingrid Laate et Trine Göpfert. Lors de la course de ski de fond, Lisa Hirner fait la course seul en tête et elle l'emporte. Annalena Slamik décide de ne pas courir la course de ski de fond et Claudia Purker fait la course en solitaire pour la deuxième place. Alexa Brabec, partie en septième position, remonte jusqu'à la troisième place. Mille Marie Hagen prend la quatrième place et elle devance Joanna Kil qui reste la leader du classement général de la compétition. Chez les hommes, Mario Seidl prend la tête du concours de saut grâce au plus long saut du concours à 107,5 m. Il devance de plus d'une minute trois Allemands, Jonathan Gräbert, Simon Mach (de) et Jakob Lange. Trois Autrichiens, Florian Kolb, Sebastian Brandner et Manuel Einkemmer (de) suivent quelques secondes plus tard. Lors de la course de ski de fond, Mario Seidl fait la course seul en tête et il l'emporte. Derrière, Fabio Obermey parti en dixième position à une minute et 20 s remonte les concurrents qui le précède. Après un tour, il est en cinquième position et après deux tours il est en deuxième position et aucun autre athlète n'arrive à le suivre. Il termine finalement deuxième à 14 s de Mario Seidl. Pour la troisième place, Aleksander Skoglund (no), parti en 39e à plus de deux minutes, remonte grâce au meilleur temps de ski. Dans le dernier tour, il revient sur Manuel Einkemmer et il bat l'Autrichien au sprint pour prendre la troisième place,.
Afin de compenser l'annulation des courses d'Oberwiesenthal, de nouvelles courses sont programmées à Klingenthal. Cependant, elles doivent être aussi annulées. Ainsi, Joanna Kil (pl) remporte le classement général féminin.

#### Lahti
Les finales masculines de la Coupe Continentale ont lieu à Lahti. Lors de la première course, un « compact » est programmé. Jakob Lange est en tête dès le concours de saut grâce à un saut à 127,5 m. Il devance Florian Kolb et Zhao Jiawen (no) qui réalise le plus long saut du concours de saut à 130 m. Pascal Müller (pl) est quatrième. Lors de la course de ski de fond, Jakob Lange fait la course seul en tête et il l'emporte. Derrière, Aleksander Skoglund (no), parti en onzième position remonte jusqu'à la deuxième grâce au meilleur temps de ski. Manuel Einkemmer prend la troisième place devant Christian Frank, Per Einar Skjaeret Stromhaug et Pascal Müller qui signe son meilleur résultat dans la compétition.
Le lendemain, un sprint par équipes est au programme. Lors du concours de saut, l'équipe d'Autriche I composée de Manuel Einkemmer (de) et Florian Kolb domine le concours de saut. L'équipe d'Allemagne I composée de Christian Frank et de Jakob Lange est deuxième à 5 s et l'équipe I de Norvège composée de Per Einar Skjaeret Stromhaug et Aleksander Skoglund (no) est troisième à 13 s. Ces trois équipes se jouent le podium lors de la course de ski de fond. Finalement, c'est l'équipe d'Allemagne I qui prend le meilleur sur l'Autriche I, l'équipe de Norvège I et l'équipe de Norvège II,.
Enfin, lors de la dernière course de la saison, un Gundersen est au programme. Zhao Jiawen (no) réalise le plus long saut du concours de saut à 128 m ce qui lui permet d'être en tête. Per Einar Skjaeret Stromhaug est deuxième à 9 s du leader et il devance Florian Kolb qui est à 12 s du leader. Jakob Lange est quatrième à 20 s et il devance de quelques secondes Pascal Müller (pl). Lors de la course de ski de fond, Jakob Lange reprend les concurrents qui le précède et l'emporte avec plus de 30 s d'avance. Il devance Aleksander Skoglund (no) et Christian Frank. Il s'agit de la troisième victoire du week-end pour Jakob Lange.

### Bilan de la saison
Aleksander Skoglund (no) remporte le classement masculin devant Florian Kolb (de) et Jakob Lange. Jakob Lange est troisième mais n'a pas participé à plusieurs courses à Kuusamo et Trondheim. Il termine troisième à 170 points du vainqueur mais avec cinq courses de moins. Manuel Einkemmer (de) termine quatrième et il devance Marius Solvik et Fabian Rießle qui a terminé sa carrière au mois de janvier. La coupe des Nations est remportée par la Norvège devant l'Allemagne et l'Autriche.
Chez les femmes, Joanna Kil (pl) remporte le classement général. Elle marque 550 points en sept courses individuelles. Elle termine 5e puis 4e des deux courses de Lillehammer puis elle signe sa première victoire et deux deuxièmes places à Klingenthal. Enfin elle termine la saison par un troisième et une cinquième place à Eisenerz. Au classement général, elle devance Sophia Maurus qui marque 352 points et Marie Naehring qui marque 333 points.  Elle est la première Polonaise à remporter une compétition de cette importance en combiné nordique.

## Classement général
| Rang | Nom                    | Points |
| ---- | ---------------------- | ------ |
| 01   | Joanna Kil (pl)        | 550    |
| 02   | Sophia Maurus (de)     | 352    |
| 03   | Marie Naehring (de)    | 333    |
| 04   | Greta Pinzani (de)     | 332    |
| 05   | Hanna Midtsundstad     | 296    |
| 06   | Alexa Brabec (de)      | 277    |
| 07   | Laura Pletz            | 251    |
| 08   | Silva Verbič (de)      | 218    |
| 09   | Minja Korhonen (fi)    | 200    |
| 10   | Claudia Purker         | 190    |
| 10   | Lisa Hirner            | 190    |
| 12   | Anna-Sophia Gredler    | 182    |
| 13   | Mille Marie Hagen      | 179    |
| 14   | Annika Malacinski (de) | 170    |
| 15   | Thea Häckel            | 152    |
| 16   | Sofia Eggensberger     | 150    |
| 17   | Julia Schmidt          | 143    |
| 18   | Eva-Maria Holzer       | 125    |
| 19   | Heta Hirvonen          | 120    |
| 20   | Anja Rathgeb           | 115    |
| 21   | Amelie Steiner         | 108    |
| 22   | Hazuki Ikeda           | 107    |
| 22   | Yuzuki Kainuma         | 107    |
| 24   | Ronja Loh              | 106    |
| 24   | Nonna Laitinen         | 106    |
| 26   | Fabienne Klumpp        | 105    |
| 27   | Anne Häckel            | 104    |
| 28   | Tia Malovrh            | 101    |
| 29   | Jenny Nowak            | 100    |
| 29   | Jui Yamazaki           | 100    |

| Rang | Nom                        | Points |
| ---- | -------------------------- | ------ |
| 01   | Aleksander Skoglund (no)   | 950    |
| 02   | Florian Kolb (de)          | 837    |
| 03   | Jakob Lange                | 780    |
| 04   | Manuel Einkemmer (de)      | 767    |
| 05   | Marius Solvik (de)         | 627    |
| 06   | Fabian Rießle              | 601    |
| 07   | Christian Frank            | 541    |
| 08   | Mario Seidl                | 530    |
| 09   | Fabio Obermeyr (de)        | 477    |
| 10   | Per Skjæret Strømhaug (de) | 471    |
| 11   | Simon Mach (de)            | 421    |
| 12   | Jonas Fischbacher          | 398    |
| 13   | Gaël Blondeau (de)         | 396    |
| 14   | Jens Dahlseide Kvamme      | 388    |
| 15   | Andreas Ottesen            | 386    |
| 16   | Edgar Vallet (de)          | 376    |
| 17   | Wille Karhumaa             | 373    |
| 18   | Maël Tyrode (de)           | 345    |
| 19   | Jørgen Berget Storsveen    | 329    |
| 20   | Richard Stenzel            | 285    |
| 21   | Jan Andersen               | 268    |
| 22   | Antoine Gérard             | 265    |
| 23   | Torje Seljeset (de)        | 254    |
| 23   | Nick Siegemund             | 254    |
| 25   | Otto Niittykoski (de)      | 239    |
| 25   | Dmytro Mazurchuk (en)      | 239    |
| 27   | Jesse Pääkkönen            | 223    |
| 28   | Pascal Müller              | 211    |
| 29   | Tristan Sommerfeldt (de)   | 196    |
| 29   | Jonathan Gräbert           | 196    |

### Coupe des Nations
Le classement de la Coupe des nations est établi à partir d'un calcul qui fait la somme de tous les résultats obtenus par les athlètes d'un pays dans les épreuves individuelles. Pour cette édition, elle n'existe que pour les hommes.
| Rang | Nation    | Points |
| ---- | --------- | ------ |
| 01.  | Norvège   | 4 401  |
| 02.  | Allemagne | 4 306  |
| 03.  | Autriche  | 3 768  |
| 04.  | France    | 1 604  |
| 05.  | Finlande  | 1 203  |
| 06.  | Ukraine   | 0487   |
| 07.  | Japon     | 0433   |
| 08.  | Tchéquie  | 0280   |

## Résultats

### Compétition féminine
| Étape | Date            | Épreuve      | Vainqueur           | Deuxième               | Troisième              | Leader du classement |
| ----- | --------------- | ------------ | ------------------- | ---------------------- | ---------------------- | -------------------- |
| 1     | 8 décembre 2023 | HS 98 / 5 km | Minja Korhonen (fi) | Lisa Hirner            | Annika Malacinski (de) | Minja Korhonen (fi)  |
| 2     | 9 décembre 2023 | HS 98 / 5 km | Minja Korhonen (fi) | Annika Malacinski (de) | Heta Hirvonen          | Minja Korhonen (fi)  |

| Étape | Date            | Épreuve         | Vainqueur          | Deuxième           | Troisième           | Leader du classement |
| ----- | --------------- | --------------- | ------------------ | ------------------ | ------------------- | -------------------- |
| 3     | 19 janvier 2024 | HS 85 / Compact | Joanna Kil (pl)    | Sofia Eggensberger | Marie Naehring (de) | Joanna Kil (pl)      |
| 4     | 20 janvier 2024 | HS 85 / 5 km    | Jenny Nowak        | Joanna Kil (pl)    | Sophia Maurus (de)  |                      |
| 5     | 21 janvier 2024 | HS 85 / 5 km    | Sophia Maurus (de) | Joanna Kil (pl)    | Greta Pinzani (de)  |                      |

|                                                                   |  |  |  |  |  |  |
| Gangwon Jeux olympiques de la jeunesse d'hiver (27 au 31 janvier) |  |  |  |  |  |  |
|                                                                   |  |  |  |  |  |  |

|                                                         |  |  |  |  |  |  |
| Planica Championnats du monde juniors (5 au 11 février) |  |  |  |  |  |  |
|                                                         |  |  |  |  |  |  |

| Étape | Date            | Épreuve                            | Vainqueur                                                 | Deuxième                                                  | Troisième                                                 | Leader du classement |
| ----- | --------------- | ---------------------------------- | --------------------------------------------------------- | --------------------------------------------------------- | --------------------------------------------------------- | -------------------- |
| 6     | 16 février 2024 | HS 109 / 5 km                      | Claudia Purker                                            | Alexa Brabec                                              | Joanna Kil (pl)                                           | Joanna Kil (pl)      |
| 7     | 17 février 2024 | HS 109 / épreuve mixte par équipes | Voir le résultat dans le paragraphe « compétition mixte » | Voir le résultat dans le paragraphe « compétition mixte » | Voir le résultat dans le paragraphe « compétition mixte » |                      |
| 8     | 18 février 2024 | HS 109 / 5 km                      | Lisa Hirner                                               | Claudia Purker                                            | Alexa Brabec                                              | Joanna Kil (pl)      |

| Étape | Date            | Épreuve         | Vainqueur             | Deuxième              | Troisième             | Leader du classement  |
| ----- | --------------- | --------------- | --------------------- | --------------------- | --------------------- | --------------------- |
| -     | 24 février 2024 | HS 104 / 5 km   | Compétitions annulées | Compétitions annulées | Compétitions annulées | Compétitions annulées |
| -     | 25 février 2024 | HS 104 / 7,5 km | Compétitions annulées | Compétitions annulées | Compétitions annulées | Compétitions annulées |

| Étape | Date          | Épreuve         | Vainqueur             | Deuxième              | Troisième             | Leader du classement  |
| ----- | ------------- | --------------- | --------------------- | --------------------- | --------------------- | --------------------- |
| -     | 1er mars 2024 | HS 85 / Compact | Compétitions annulées | Compétitions annulées | Compétitions annulées | Compétitions annulées |
| -     | 2 mars 2024   | HS 85 / 5 km    | Compétitions annulées | Compétitions annulées | Compétitions annulées | Compétitions annulées |
| -     | 3 mars 2024   | HS 85 / 5 km    | Compétitions annulées | Compétitions annulées | Compétitions annulées | Compétitions annulées |

### Compétition mixte
| Date            | Épreuve                  | Vainqueur                                     | Deuxième                              | Troisième                                           |
| --------------- | ------------------------ | --------------------------------------------- | ------------------------------------- | --------------------------------------------------- |
| 17 février 2024 | Team Sprint mixte HS 109 | Allemagne I- Jakob Lange - Sophia Maurus (de) | Autriche I- Mario Seidl - Laura Pletz | Allemagne II- Simon Mach (de) - Marie Naehring (de) |

### Compétition masculine
| Étape | Date            | Épreuve       | Vainqueur                | Deuxième                 | Troisième          | Leader du classement                    |
| ----- | --------------- | ------------- | ------------------------ | ------------------------ | ------------------ | --------------------------------------- |
| 1     | 8 décembre 2023 | HS 98 / 10 km | Jakob Lange              | Aleksander Skoglund (no) | Gaël Blondeau (de) | Jakob Lange                             |
| 2     | 9 décembre 2023 | HS 98 / 10 km | Aleksander Skoglund (no) | Jakob Lange              | Fabian Riessle     | Jakob Lange et Aleksander Skoglund (no) |

| Étape | Date             | Épreuve        | Vainqueur   | Deuxième              | Troisième      | Leader du classement |
| ----- | ---------------- | -------------- | ----------- | --------------------- | -------------- | -------------------- |
| 3     | 16 décembre 2023 | HS 142 / 10 km | Mario Seidl | Manuel Einkemmer (de) | Torje Seljeset | Mario Seidl          |
| 4     | 17 décembre 2023 | HS 142 / 10 km | Mario Seidl | Florian Kolb          | Antoine Gérard | Mario Seidl          |

| Étape | Date            | Épreuve              | Vainqueur                | Deuxième                 | Troisième             | Leader du classement     |
| ----- | --------------- | -------------------- | ------------------------ | ------------------------ | --------------------- | ------------------------ |
| 5     | 12 janvier 2024 | HS 138 / Supersprint | Marius Solvik            | Maël Tyrode              | Otto Niittykoski (fi) | Mario Seidl              |
| 6     | 13 janvier 2024 | HS 138 / 10 km       | Simon Mach (de)          | Aleksander Skoglund (no) | Fabio Obermeyr (de)   | Florian Kolb             |
| 7     | 14 janvier 2024 | HS 138 / 10 km       | Aleksander Skoglund (no) | Marius Solvik            | Florian Kolb          | Aleksander Skoglund (no) |

| Étape | Date            | Épreuve         | Vainqueur      | Deuxième                 | Troisième                | Leader du classement     |
| ----- | --------------- | --------------- | -------------- | ------------------------ | ------------------------ | ------------------------ |
| 8     | 19 janvier 2024 | HS 85 / Compact | Fabian Riessle | Jakob Lange              | Wille Karhumaa           | Aleksander Skoglund (no) |
| 9     | 20 janvier 2024 | HS 85 / 10 km   | Fabian Riessle | Jakob Lange              | Aleksander Skoglund (no) | Aleksander Skoglund (no) |
| 10    | 21 janvier 2024 | HS 85 / 10 km   | Wille Karhumaa | Tristan Sommerfeldt (de) | Fabian Riessle           | Aleksander Skoglund (no) |

|                                                                   |  |  |  |  |  |  |
| Gangwon Jeux olympiques de la jeunesse d'hiver (27 au 31 janvier) |  |  |  |  |  |  |
|                                                                   |  |  |  |  |  |  |

|                                                         |  |  |  |  |  |  |
| Planica Championnats du monde juniors (5 au 11 février) |  |  |  |  |  |  |
|                                                         |  |  |  |  |  |  |

| Étape | Date            | Épreuve                            | Vainqueur                                                 | Deuxième                                                  | Troisième                                                 | Leader du classement     |
| ----- | --------------- | ---------------------------------- | --------------------------------------------------------- | --------------------------------------------------------- | --------------------------------------------------------- | ------------------------ |
| 11    | 16 février 2024 | HS 109 / 10 km                     | Mario Seidl                                               | Fabio Obermeyr (de)                                       | Jakob Lange                                               | Aleksander Skoglund (no) |
| 12    | 17 février 2024 | HS 109 / épreuve mixte par équipes | Voir le résultat dans le paragraphe « compétition mixte » | Voir le résultat dans le paragraphe « compétition mixte » | Voir le résultat dans le paragraphe « compétition mixte » |                          |
| 13    | 18 février 2024 | HS 109 / 10 km                     | Mario Seidl                                               | Fabio Obermeyr (de)                                       | Aleksander Skoglund (no)                                  | Aleksander Skoglund (no) |

| Étape | Date            | Épreuve        | Vainqueur             | Deuxième              | Troisième             | Leader du classement  |
| ----- | --------------- | -------------- | --------------------- | --------------------- | --------------------- | --------------------- |
| -     | 24 février 2024 | HS 104 / 10 km | Compétitions annulées | Compétitions annulées | Compétitions annulées | Compétitions annulées |
| -     | 25 février 2024 | HS 104 / 10 km | Compétitions annulées | Compétitions annulées | Compétitions annulées | Compétitions annulées |

| Étape | Date          | Épreuve         | Vainqueur             | Deuxième              | Troisième             | Leader du classement  |
| ----- | ------------- | --------------- | --------------------- | --------------------- | --------------------- | --------------------- |
| -     | 1er mars 2024 | HS 85 / Compact | Compétitions annulées | Compétitions annulées | Compétitions annulées | Compétitions annulées |
| -     | 2 mars 2024   | HS 85 / 10 km   | Compétitions annulées | Compétitions annulées | Compétitions annulées | Compétitions annulées |
| -     | 3 mars 2024   | HS 85 / 12,5 km | Compétitions annulées | Compétitions annulées | Compétitions annulées | Compétitions annulées |

| Étape | Date         | Épreuve              | Vainqueur                                  | Deuxième                                         | Troisième                                                         | Leader du classement     |
| ----- | ------------ | -------------------- | ------------------------------------------ | ------------------------------------------------ | ----------------------------------------------------------------- | ------------------------ |
| 14    | 8 mars 2024  | HS 130 / Compact     | Jakob Lange                                | Aleksander Skoglund (no)                         | Manuel Einkemmer (de)                                             | Aleksander Skoglund (no) |
| 15    | 9 mars 2024  | HS 130 / Team Sprint | Allemagne I- Christian Frank - Jakob Lange | Autriche I- Florian Kolb - Manuel Einkemmer (de) | Norvège I- Per Einar Skjæret Strømhaug - Aleksander Skoglund (no) |                          |
| 16    | 10 mars 2024 | HS 130 / 10 km       | Jakob Lange                                | Aleksander Skoglund (no)                         | Christian Frank                                                   | Aleksander Skoglund (no) |